# Дунавка
Ду́навка — гора в Українських Карпатах, в масиві Синяк (частина Вигорлат-Гутинського вулканічного масиву), на межі Мукачівського та Свалявського районів Закарпатської області.
Висота гори 1018 м. над р. м. Східні схили дуже стрімкі, західні — пологі. До висоти 600 м. переважають мішані широколистяні ліси: дубово-грабові і дубово-букові. Вище тільки буковий ліс з невеликою домішкою хвойних дерев. На вершині трапляються вікові сосни.
Дунавка — найвища гора масиву Синяк.